# Marbre de Caunes-Minervois

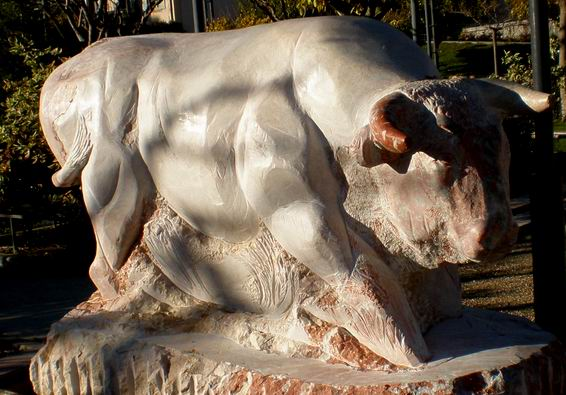
Caunes-Minervois taureau

Le marbre de Caunes-Minervois, appelé aussi marbre de Languedoc, est un marbre
de couleur rose pâle à rouge sang, veiné de blanc. Il est exploité depuis la Rome antique et encore de nos jours.

## Généralités
Le marbre de Caunes est extrait des carrières de Caunes-Minervois, petit village de l'Aude, dans la région Languedoc-Roussillon.
Exploité déjà à l'époque romaine, il a beaucoup été utilisé dans les constructions médiévales, église et maisons bourgeoises de la région ainsi qu'en Espagne, on s'en servait pour construire chapiteaux, colonnes, retables, ainsi que beaucoup de décorations.
Un peu à l'abandon, c'est au début du XVIIe siècle qu'un sculpteur génois reprend son exploitation, et le commercialise à nouveau avec succès.

## La carrière du Roy

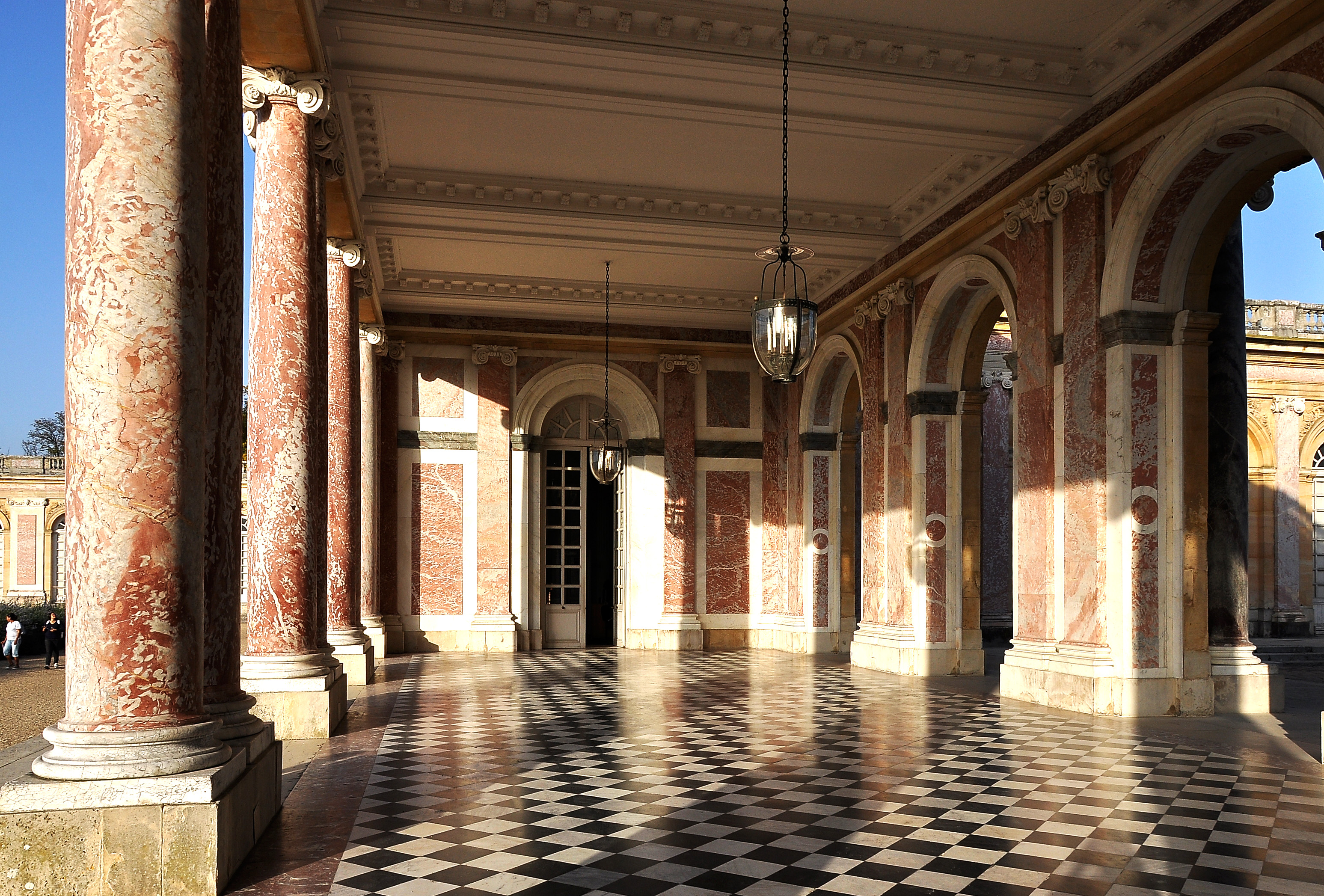
L'"incarnat" de Caunes-Minervois est ce marbre rouge qui donne sa splendeur au Grand Trianon de Versailles.

Le marbre issu de ces carrières fait l'objet d'un grand intérêt de la part du roi Louis XIV et de ses architectes, qui en fait un matériau privilégié pour ses palais en construction.
Le marbre rouge, l'« incarnat » de Caunes-Minervois, devient l'un de marbres français les plus connus et prestigieux, du fait de l'harmonie de sa couleur rouge rosé associée à la douceur de ses taches blanches. Il est très employé à Versailles, les pièces les plus connus sont les colonnes et les pilastres du Grand Trianon, on le trouve aussi dans les jardins comme pour une partie des colonnes du "bosquet de la Colonnade". Les encadrements rouges du pavement du dôme des Invalides à Paris sont également en incarnat de Caunes-Minervois.

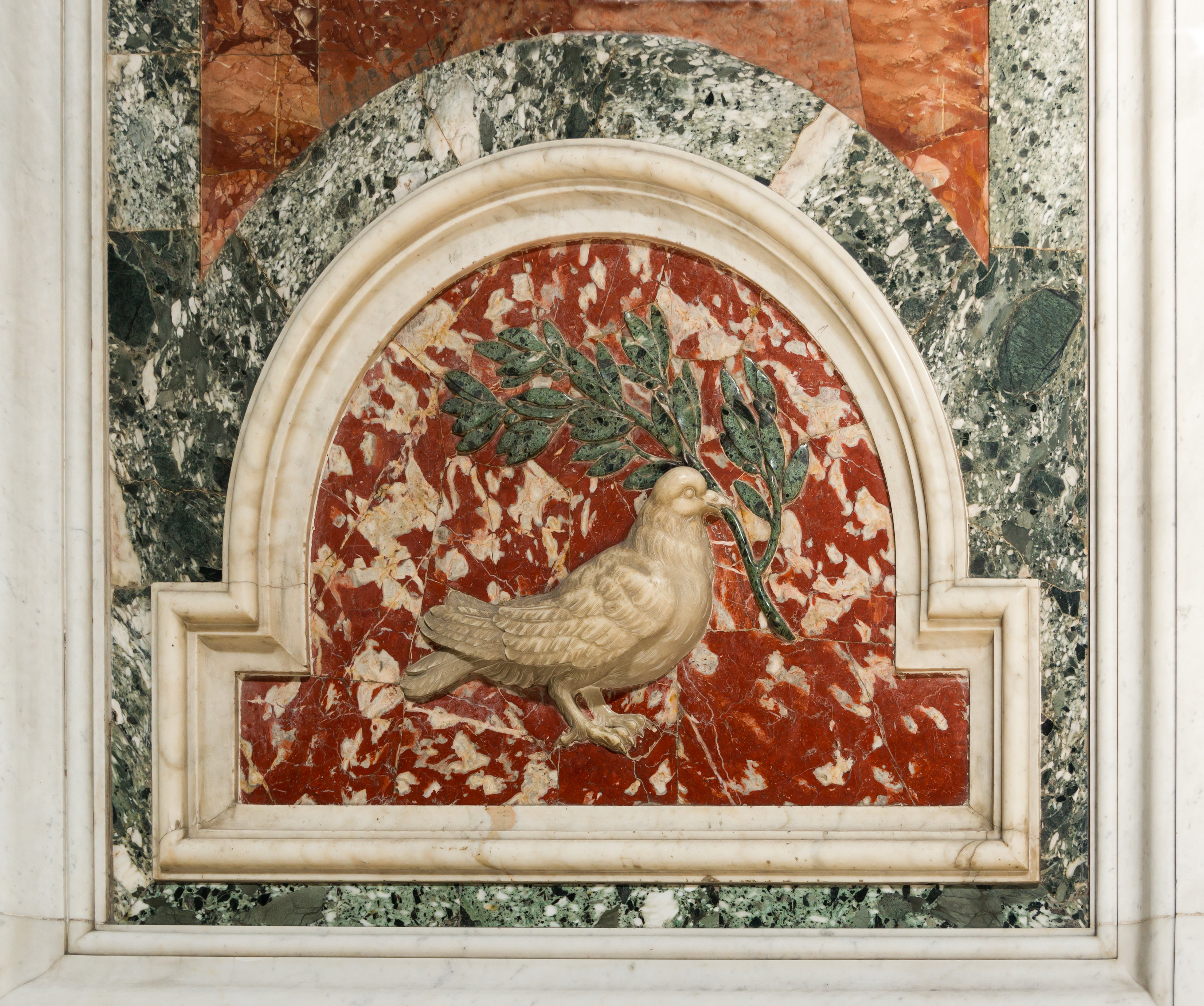
Colombe en marbre blanc sur un fond d'incarnat de Caunes-Minervois. Détail du décor marmoréen baroque des piliers de la Basilique Saint-Pierre de Rome.

Ce marbre est aussi l'un des seuls marbres français qui s'exportait jusqu'en Italie, qui était le pays du marbre au XVIIe siècle, et il y devint un marbre très apprécié des architectes et des décorateurs baroques. Ainsi par exemple, on peut le retrouver comme rouge de fond pour certains panneaux dans le décor baroque des piliers de la nef de la basilique Saint-Pierre de Rome, ceux d'où se détachent des colombes en marbre blanc.
Après l'ouverture du Canal du Midi, un chemin est construit par les États de Languedoc, pour rejoindre le port de Puichéric, le transport des pierres est donc facilité pour rejoindre Paris via la Garonne et la mer.
En 1700, un édit de Louis XIV établit le monopole royal du matériau, se réservant entièrement la production de la carrière de Malecasse. Toutefois, comme seigneur foncier, l'abbaye de Caunes reste propriétaire du site et de son exploitation, exigeant même du roi le paiement d'un droit de fortage. Le site est aujourd'hui classé à l'inventaire des monuments historiques.

## Aujourd'hui
Les principales carrières ont été adjugées et vendues au XIXe siècle à des entrepreneurs privés, qui continuent à exporter le marbre en France et à travers le Monde (Italie, États-Unis, Japon et Pays Arabes).
Le marbre rouge de Saint Pons fait aussi partie du marbre de Languedoc, et est exporté en France (chantier du Château de Versailles), en Inde, en Europe et à travers le monde.

## Monuments
Liste non exhaustive de monuments et lieux où le marbre de Caunes a été utilisé : 
- Mosquée-cathédrale de Cordoue
- Grand Trianon à Versailles
- Bosquet de la Colonnade à Versailles
- Colonnes de l'Arc de triomphe du Carrousel à Paris
- Piliers de la Cathédrale Notre-Dame de Paris
- Église Saint-Sulpice à Paris
- Église Saint-Roch à Paris
- Colonnes du Capitole de Toulouse
- Place Carnot de Carcassonne
- Opéra Garnier à Paris
- Château de Fontainebleau
- Château de Marly
- Palais du Louvre
- Hôtel des Invalides
- Château de Caumont